# Hubert Skrzypczak
Hubert Zenon Skrzypczak, född 29 september 1943 i Wejherowo, är en polsk före detta boxare.
Skrzypczak blev olympisk bronsmedaljör i lätt flugvikt i boxning vid sommarspelen 1968 i Mexico City.